# Lichenophanes carinipennis
Lichenophanes carinipennis är en skalbaggsart som först beskrevs av Lewis 1896.  Lichenophanes carinipennis ingår i släktet Lichenophanes och familjen kapuschongbaggar. Inga underarter finns listade i Catalogue of Life.